# Magritte du meilleur espoir féminin
Le Magritte du meilleur espoir féminin est une récompense décernée depuis 2011 par l'Académie André Delvaux, laquelle décerne également tous les autres Magritte du cinéma.

## Palmarès

### Années 2010
| Année | Actrice                   | Film                            |
| ----- | ------------------------- | ------------------------------- |
| 2011  | Pauline Étienne           | Élève libre                     |
| 2011  | Stéphanie Blanchoud       | La Régate                       |
| 2011  | Chloé Struvay             | Maternelle                      |
| 2011  | Anna Fransiska Jager      | My Queen Karo                   |
| 2012  | Erika Sainte              | Elle ne pleure pas, elle chante |
| 2012  | Stéphanie Crayencour      | Les Mythos                      |
| 2012  | Jeanne Dandoy             | Bullhead (Rundskop)             |
| 2012  | Hande Kodja               | Marieke, Marieke                |
| 2013  | Anne-Pascale Clairembourg | Mobile Home                     |
| 2013  | Pauline Burlet            | Dead Man Talking                |
| 2013  | Aurora Marion             | La Folie Almayer                |
| 2013  | Mona Jabé                 | Miss Mouche                     |
| 2014  | Pauline Burlet            | Le Passé                        |
| 2014  | Mona Walravens            | La Vie d'Adèle                  |
| 2014  | Rania Mellouli            | Le Sac de farine                |
| 2014  | Anne Paulicevich          | Tango libre                     |
| 2015  | Ambre Grouwels            | Baby Balloon                    |
| 2015  | Evelien Bosmans           | Marina                          |
| 2015  | Hande Kodja               | Rosenn                          |
| 2015  | Emilie Maréchal           | Tokyo anyway                    |
| 2016  | Lucie Debay               | Melody                          |
| 2016  | Stéphanie Van Vyve        | Être                            |
| 2016  | Pili Groyne               | Le Tout Nouveau Testament       |
| 2016  | Manon Capelle             | Tous les chats sont gris        |
| 2017  | Salomé Richard            | Baden Baden                     |
| 2017  | Ghalia Benali             | À peine j'ouvre les yeux        |
| 2017  | Martha Canga Antonio      | Black                           |
| 2017  | Jade et Margaux Soentjens | L'Économie du couple            |
| 2018  | Maya Dory                 | Mon ange                        |
| 2018  | Adriana de Fonseca        | Even Lovers Get The Blues       |
| 2018  | Fantine Harduin           | Happy End                       |
| 2018  | Lena Suijkerbuijk         | Home                            |
| 2019  | Lena Girard Voss          | Nos batailles                   |
| 2019  | Nawell Madani             | C'est tout pour moi             |
| 2019  | Anaël Snoek               | Les Garçons sauvages            |
| 2019  | Bérénice Baoo             | Tueurs                          |
| 2019  | Myriem Akheddiou          | Une part d'ombre                |

### Années 2020
| Année | Actrice             | Film                    |
| ----- | ------------------- | ----------------------- |
| 2020  | Mya Bollaers        | Lola vers la mer        |
| 2020  | Bebel Baloji        | Binti                   |
| 2020  | Raphaëlle Corbisier | Escapada                |
| 2020  | Victoria Bluck      | Le Jeune Ahmed          |
| 2022  | Maya Vanderbeque    | Un monde                |
| 2022  | Fantine Harduin     | Adoration               |
| 2022  | Daphné Patakia      | Benedetta               |
| 2022  | Salomé Dewaels      | Illusions perdues       |
| 2023  | Sophie Breyer       | La Ruche                |
| 2023  | Mara Taquin         | La Ruche                |
| 2023  | Elsa Houben         | Le Cœur noir des forêts |
| 2023  | Joely Mbundu        | Tori et Lokita          |

## Nominations et récompenses multiples
Une récompense et une nomination :
- Pauline Burlet : récompensée en 2014 pour Le Passé, et nommée en 2013 pour Dead Man Talking.

Deux nominations :
- Hande Kodja : en 2012 pour Marieke, Marieke et en 2015 pour Rosenn.
- Fantine Harduin : en 2012 pour Happy End et en 2022 pour Adoration.